# Stephen Westmaas
Stephen Franklin Westmaas (Paramaribo, 23 december 1971 – Coronie, 23 april 2011) was een Surinaams cabaretier, muzikant en presentator die vooral bekend was onder zijn bijnaam Wesje.

## Biografie
Westmaas groeide op in Paramaribo. Als tiener probeerde hij al om in familiekring en op feestjes mensen te vermaken met grappen. Zijn uitgebreide familie organiseert jaarlijks een familiekamp waar alle leden gevraagd worden om een stukje entertainment te verzorgen. Voor Westmaas betrof dit het schrijven en uitvoeren van conferences met veel humor. Hij trad als danser op met een electric boogiegroep met zijn neven en volgde na het behalen van de MULO enkele jaren de Pedagogische academie in Paramaribo. Deze opleiding zou hij niet afmaken en hij werd actief als rapzanger en stand-upcomedian. Met de groep Bonyo Boys behaalde hij in Suriname een grote hit met het nummer Swar Man en bracht met hen drie cd's uit. Hierna werd hij presentator op Telesur van een rapshow en presenteerde drie jaar lang de grote Parbo Nights. Tevens presenteerde hij jarenlang het ATV Comedy Hour, een talentenjacht voor stand-upcomedians. Hierna ging hij zelf optreden met zelfgeschreven stand-upcomedy onemanshows in theaters in Suriname en later ook Nederland.
Stephen Westmaas werd begin 2011 in een online verkiezing van de organisatie ‘I Love Suriname’ gekozen tot Surinamer van het jaar 2010. Hij versloeg medefinalisten John Williams, Jetty Mathurin, Sijtske Tjon A Tjoen en Roué Verveer door 44 procent van de stemmen te behalen. In mei en juni 2011 zou hij met zijn tweede theatershow Iedereen Plat optreden in Nederland. Hij overleed op 39-jarige leeftijd bij een verkeersongeval te Coronie. Ook zijn neef Marlon Stuart, bekend als de danser Turbo, kwam bij dit ongeval om het leven. Drie andere passagiers, waaronder zijn vrouw en kind, raakten gewond.